# Joseph Cabibbo
Pour les articles homonymes, voir Cabibbo.
 (mai 2012).
Si vous disposez d'ouvrages ou d'articles de référence ou si vous connaissez des sites web de qualité traitant du thème abordé ici, merci de compléter l'article en donnant les références utiles à sa vérifiabilité et en les liant à la section « Notes et références ».
Joseph Cabibbo (né le 21 mai 1974) est un catcheur américain, plus connu sous le nom de The Sheik. il a été NWA World Heavyweight Champion et Zero1 World Heavyweight Champion.

## Carrière de catcheur

### Full Impact Pro Wrestling (2006-2008)
Cabibbo débute à la  Full Impact Pro (FIP) sous le nom de Joey Machete en février 2006, il fait alors équipe avec Shawn Murphy et perd face à Seth Delay et Chasyn Rance. Ils remportent leur premier match face à Tony Mamaluke et Chad Parham. En avril, ils remportent un three way tag team match, face aux the Heartbreak Express et the Y.R.R. Ils battent the Heartbreak Express et remportent le titre tag team champions. Ils le perdent face à the Heartbreak Express. Il quitte la promotion en août 2008, après avoir perdu un hardcore match contre the Dark City Fight Club.

### Pro Wrestling Fusion (2008-présent)
Cabibbo, débute sous le nom de The Sheik, à la Florida promotion Pro Wrestling Fusion. Il devient le Sheik Ali Azzad. Il remporte le titre NWA Florida Heavyweight en battant Freedom Ryder le 3 mai 2008 à Ft. Pierce Floride. Il développe une histoire face à Steve Madison, qui le bat pour le NWA Florida Heavyweight le 2 février 2009. The Sheik regagne son titre NWA Florida Heavyweight face à Madison le 1 aout 2009.

### National Wrestling Alliance (2009–2011)
The Sheik débute à la NWA Midwest en septembre 2009, il attaque le NWA Midwest Heavyweight champion, Silas Young. Il bat Silas pour remporter le titre.
Le 23 avril 2011, il bat Colt Cabana et remporte le NWA World Heavyweight Championship.

### Puerto Rico
The Sheik se bat face  Savio Vega dans un "Globe of Death match".

### Pro Wrestling Zero1 (2011–2012)
Le 23 mai 2011, il  débute à la Pro Wrestling Zero1. Il revient une seconde fois le 3 juillet face à Ryoji Sai, où son NWA World Heavyweight Championship et le Zero1 World Heavyweight Championship de Sai sont en jeu, il bat Sai et devient le nouveau Zero1 World Heavyweight Champion. Le 6 novembre 2011, il perd ce titre contre Kohei Sato.

### Pacific Coast Wrestling / PCW ULTRA (2016–...)
En janvier 2017, lui et Jacob Fatu forment l'équipe, Warbeast. Lors de Fantasm, ils battent Dom Vitalli et MVP et remportent les PCW Tag Team Championship.
Lors de ULTRA Opposites Attack, ils conservent leur titres contre oVe (Dave et Jake Crist).
Lors de Mind Crawler, ils conservent leur titres contre The Lucha Brothers (Penta El Zero M et Rey Fénix).

### Major League Wrestling (2019–...)

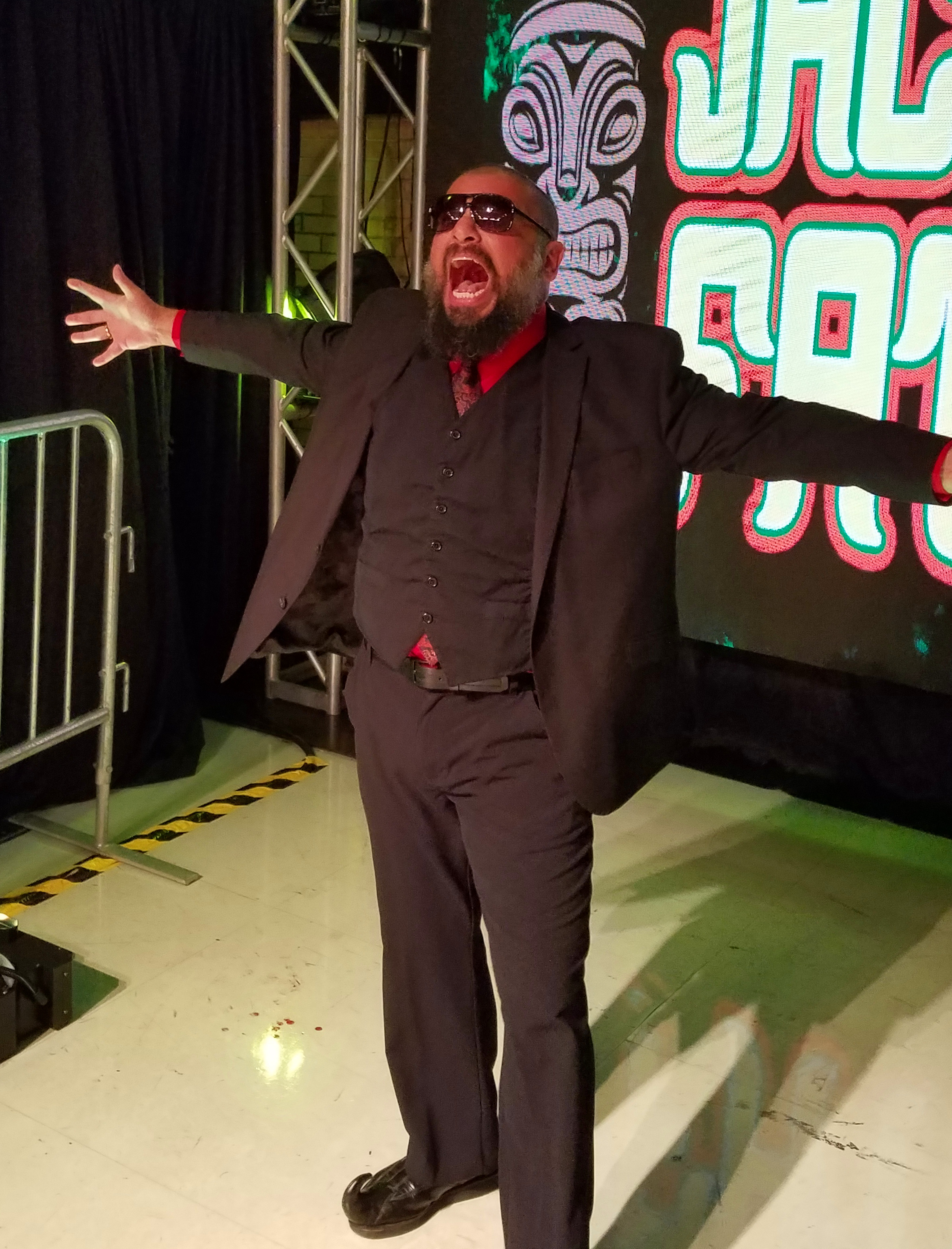
Josef Samael à MLW Saturday Night SuperFight 2019.

Il fait ses débuts pour la Major League Wrestling (MLW) sous le nom de Josef Samael, lors de l'événement SuperFight de février 2019, aux côtés de son partenaire, Jacob Fatu. Le duo fait sa première apparence à Fusion le 2 mars, formant le clan Heel, Contra Unit avec Simon Gotch qui débute en attaquant le MLW World Heavyweight Champion Tom Lawlor après le Cage Match de ce dernier contre Low Ki.

## Caractéristiques
- Prises de finition
  - Camel clutch
- Prises favorites 
  - Elbow drop
  - Hangman's neckbreaker
  - Hook clothesline
- Surnom
  - "The Iranian Assassin"
  - "The Madman From The Middle East"
- Managers
  - Fabulous Frank
  - Joey Eastman

## Palmarès
- American Wrestling Federation
  - 1 fois AWF Tag Team Championship avec Shawn Murphy

- Coastal Championship Wrestling
  - 1 fois CCW South Eastern Championship
  - 2 fois CCW Tag Team Championship avec Shawn Murphy

- DEFY Wrestling 
  - 1 fois DEFY Tag Team Championship avec Jacob Fatu (actuel)

- Florida Alliance Wrestling
  - 3 fois FWA Tag Team Championship avec Shawn Murphy

- Four Star Championship Wrestling
  - 1 fois FSCW Tag Team Championship avec Shawn Murphy

- Full Impact Pro
  - 1 fois FIP Tag Team Championship avec Shawn Murphy

- Future of Wrestling
  - 3 fois FOW Tag Team Championship avec Shawn Murphy
  - 1 fois FOW Heavyweight Championship

- Intense Florida Wrestling
  - 2 fois IFW Tag Team Championship avec Shawn Murphy

- Maximum Xtreme Pro Wrestling
  - 1 fois MXPW Television Championship
  - 1 fois MXPW Tag Team Championship avec Shawn Murphy

- NWA Florida
  - 2 fois NWA Florida Heavyweight Championship
  - 1 fois NWA Florida Tag Team Championship avec Christopher Gray

- NWA Midwest
  - 2 fois NWA Midwest Heavyweight Championship

- PCW Ultra
  - 1 fois PCW Ultra Tag Team Championship avec Brody King et Jacob Fatu (actuel)

- Pro Wrestling Fusion
  - 1 fois NWA North American Heavyweight Championship
  - 1 fois NWA World Heavyweight Championship

- Pro Wrestling Illustrated
  - PWI numéro #103 sur les 500 best singles wrestlers du PWI 500 en 2011

- Pro Wrestling Zero1
  - 1 fois Zero1 World Heavyweight Championship

- United States Xtreme Wrestling
  - 1 fois USXW Tag Team Championship avec Shawn Murphy